# Gonomyia (Gonomyia) callisto
Gonomyia (Gonomyia) callisto is een tweevleugelige uit de familie steltmuggen (Limoniidae). De soort komt voor in het Afrotropisch gebied.
De wetenschappelijke naam voor de soort werd voor het eerst gepubliceerd in 1956 door Charles Paul Alexander.